# Best of the B'Sides
Best of the B'Sides es un álbum recopilatorio de los lados B de los sencillos publicados por Iron Maiden, en los cuales se incluyen rarezas, temas en directo y versiones de las influencias de la banda. Este disco viene dentro del contenido de la caja recopilatoria de Eddie's Archive.

## Lista de canciones
Disco 1
1. Burning Ambition - (Harris)
2. Drifter (en directo) - (Harris, Di'Anno)
3. Invasion - (Harris)
4. Remember Tomorrow (en directo) - (Harris, Di'Anno)
5. I've Got The Fire - (Montrose)
6. Cross-Eyed Mary - (Ian Anderson)
7. Rainbow's Gold - (Slesser, Mountain)
8. King Of Twilight - (Nektar)
9. Reach Out - (Dave Colwell)
10. That Girl - (Barnett, Goldsworth, Jupp)
11. Juanita - (Barnacle, O'Neil)
12. The Sheriff Of Huddersfield - (Iron Maiden)
13. Black Bart Blues - (Harris, Dickinson)
14. Prowler '88 - (Harris)
15. Charlotte The Harlot '88 - (Dave Murray)

Disco 2
1. All In Your Mind - (Bromham)
2. Kill Me Ce Soir - (George Koymans, Barry Hay, Fenton)
3. I'm a Mover - (Andy Fraser, Rodgers)
4. Communication Breakdown - (Page, Jones, Bonham)
5. Nodding Donkey Blues - (Harris)
6. Space Station No. 5 - (Montrose)
7. I Can't See My Feelings - (Burke Shelley, Tony Bourge)
8. Roll Over Vic Vella - (Berry)
9. Justice of The Peace - (Murray, Harris)
10. Judgement Day - (Bayley, Gers)
11. My Generation - (Townshend)
12. Doctor Doctor - (Schenker, Pete Mogg)
13. Blood On The Worlds Hands (en directo) - (Harris)
14. The Aftermath (en directo) - (Harris)
15. Futureal (en directo) - (Harris, Bayley)
16. Wasted Years '99 (en directo) - (Adrian Smith)